# Nerone nell'eredità storica culturale

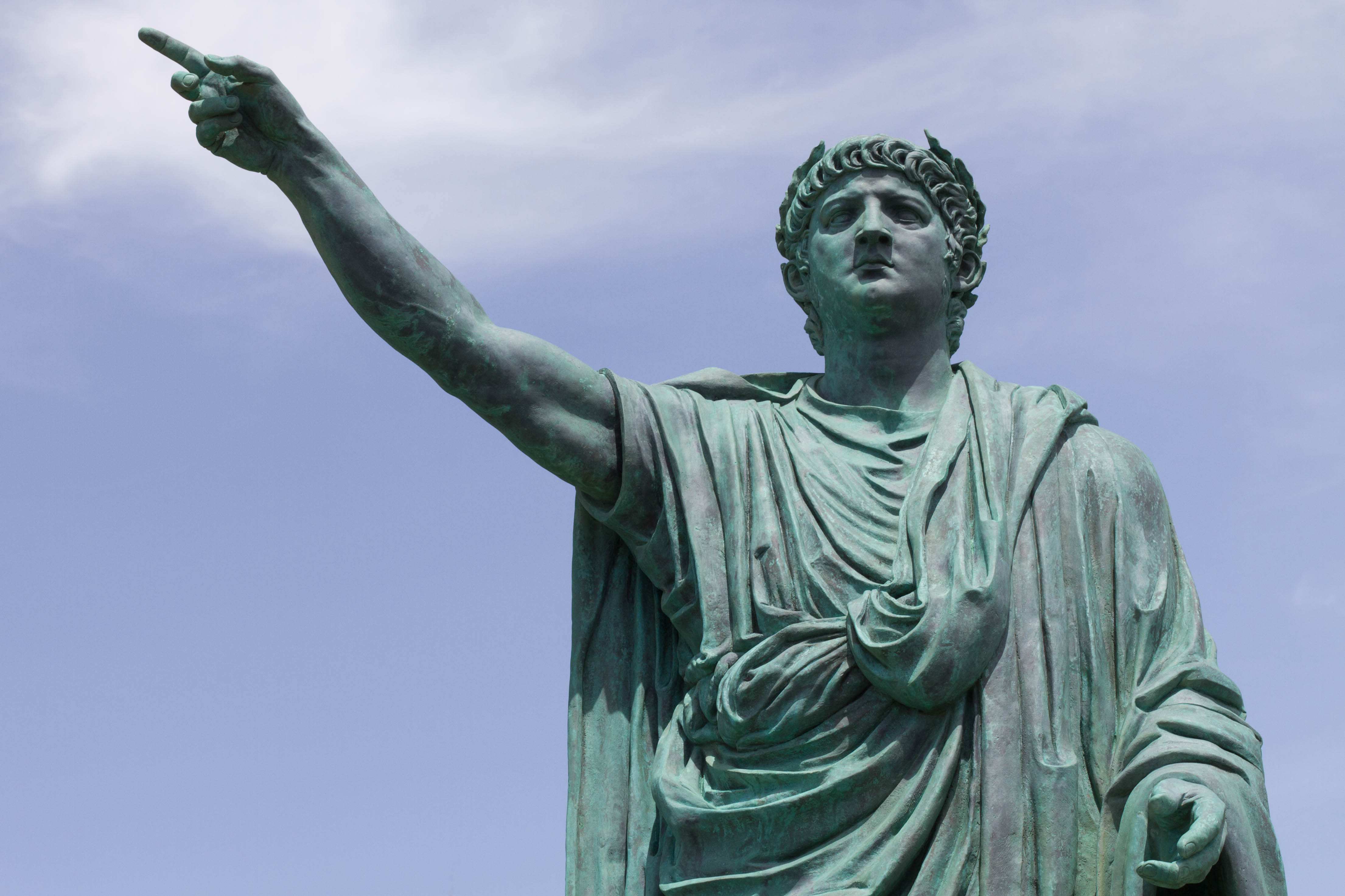
Statua moderna di Nerone. Claudio Valenti, 2010, Anzio (RM)

L'imperatore romano Nerone, scrittore e artista, è ricordato anche in alcune opere della cultura di massa ma soprattutto nella tradizione storica popolare dove il nome Nerone coincide con avvenimenti estremamente negativi a lui impropriamente attribuiti.

## Descrizione
Contrariamente alla storiografia ufficiale, il popolo della città continuò a tributargli una sorta di spontaneo culto popolare fino al XII secolo, quando papa Pasquale II interruppe la tradizione di portar fiori al mausoleo dei Domizi Enobarbi, ov'era sepolto Nerone, facendolo demolire e costruire al suo posto una cappella che sarebbe poi divenuta Santa Maria del Popolo. Il papa, superstizioso e volendo costruire una nuova chiesa, decise per il luogo dove si trovavano le rovine del mausoleo, tagliò il noce millenario, e, si dice, ritrovò l'urna con le ceneri, che venne distrutta. Nella tradizione popolare romana molti sono i luoghi riferiti e intitolati a Nerone per la semplice presenza di resti antichi.
In particolare un sarcofago monumentale marmoreo lungo la Via Cassia ha dato il nome Tomba di Nerone ad una vasta area circostante. Basta però guardare il lato dell'avello opposto al tracciato stradale per leggere l'epigrafe che lo attribuisce al console Publio Vibio Mariano. I romani del popolo credevano che le ceneri di Nerone, la cui memoria era durata nei secoli come quella di un governante rimpianto, forse buttate nel Tevere, erano state invece traslate in questo sepolcro.
Il marchese de Sade e i decadenti lo consideravano un esteta che voleva superare ogni limite umano. Il poeta greco Konstantinos Kavafis scrisse una lirica che narra gli ultimi tempi di Nerone e l'ascesa di Galba, intitolata La scadenza di Nerone. Nerone è noto anche nella cultura popolare e nel cinema: spesso ne vengono accentuati i tratti stravaganti e dispotici. Il più celebre è Quo vadis, interpretato tra gli altri da Peter Ustinov, che ricevette una nomination agli Oscar del 1952 per il ruolo dell'imperatore.
Solo in epoca recente la figura di Nerone è stata storicizzata anche nel cinema, eliminando le rappresentazioni caricaturali: un esempio di ciò è Nerone, miniserie in due episodi prodotta da Lux Vide e Rai Fiction nel 2004. La figura dell'imperatore viene qui rivista come quella di un attore e artista che fu coinvolto suo malgrado dall'ambizione della madre nell'impero, cui egli non era in grado di far fronte, se non con il proprio particolare temperamento artistico.
Nel 2010 la città di Anzio ha inaugurato il primo monumento al mondo dedicato a Nerone, una statua bronzea, con la seguente targa commemorativa: "Nerone Claudio Cesare Augusto Germanico, nato ad Anzio il 15/12/37 d.C. con il nome di Lucio Domizio Enobarbo, figlio di Gneo Domizio Enobarbo e di Agrippina Minore, sorella dell'imperatore Caligola. Nel 54 d.C. divenne imperatore per acclamazione dei pretoriani. Durante il suo principato l'impero conobbe un periodo di pace, di grande splendore e di importanti riforme. Morì il 9/06/68 d.C.". In passato la stessa cittadina gli aveva dedicato una via, in quanto "cittadino" famoso che ha reso noto il nome di Anzio in tutto il mondo.

## Cinema (parziale)

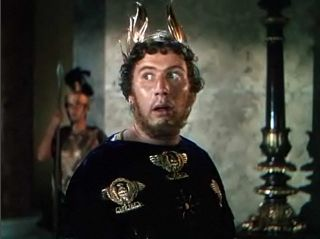
Peter Ustinov interpreta Nerone in Quo vadis (1951)

- Néron essayant des poisons sur des esclaves, regia di Georges Hatot (1896)
- Quo vadis?, regia di Lucien Nonguet e Ferdinand Zecca (1901)
- The Sign of the Cross, regia di William Haggar (1904)
- Nerone, regia di Arturo Ambrosio e Luigi Maggi (1909) - interpretato da Alberto Capozzi
- Androclès, regia di Louis Feuillade (1912) - interpretato da Raymond Lyon
- Britannicus, regia di Camille de Morlhon (1912) - interpretato da Jean Hervé
- Quo vadis?, regia di Enrico Guazzoni (1913) - interpretato da Carlo Cattaneo
- The Daughter of the Hills, regia di J. Searle Dawley (1913) - interpretato da P.W. Nares
- Nerone e Agrippina, regia di Mario Caserini (1914) - interpretato da Vittorio Rossi Pianelli
- The Sign of the Cross, regia di Frederick A. Thomson (1914) - interpretato da Sheridan Block
- Restitution, regia di Howard Gaye (1918) - interpretato da John Steppling
- Nero, regia di J. Gordon Edwards (1922) - interpretato da Jacques Grétillat
- Nero, regia di William Watson (1925)
- Quo vadis?, regia di Gabriellino D'Annunzio e Georg Jacoby (1925) - interpretato da Emil Jannings
- Nerone, regia di Alessandro Blasetti (1930) - interpretato da Ettore Petrolini
- Il segno della croce (The Sign of the Cross), regia di Cecil B. DeMille (1932) - interpretato da Charles Laughton
- Life of St. Paul, regia di Norman Walker (1938) - interpretato da Gabby Hayes
- O.K. Nerone, regia di Mario Soldati (1951) - interpretato da Gino Cervi
- Quo vadis, regia di Mervyn LeRoy e Anthony Mann (1951) - interpretato da Peter Ustinov
- Nerone e Messalina, regia di Primo Zeglio (1953) - interpretato da Gino Cervi
- Il calice d'argento (The Silver Chalice), regia di Victor Saville (1954) interpretato da Jacques Aubuchon
- Un coniglio fra i leoni (Roman Legion-Hare), regia di Friz Freleng (1955) - doppiato originalmente da Mel Blanc
- Mio figlio Nerone, regia di Steno (1956) - interpretato da Alberto Sordi
- L'inferno ci accusa (The Story of Mankind), regia di Irwin Allen (1957) - interpretato da Peter Lorre
- Barabba (Barabbas), regia di Richard Fleischer (1961) - interpretato da Ivan Triesault
- Nerone '71, regia di Filippo Walter Ratti (1962) - interpretato da Gino Bramieri
- I dieci gladiatori, regia di Gianfranco Parolini (1963) - interpretato da Gianni Rizzo
- L'incendio di Roma, regia di Guido Malatesta (1965) - interpretato da Vladimir Medar
- See Ya Later Gladiator, regia di Alex Lovy - cortometraggio (1968) - doppiato originalmente da Mel Blanc
- Up Pompeii, regia di Bob Kellett (1971) - interpretato da Patrick Cargill
- Poppea... una prostituta al servizio dell'impero, regia di Alfonso Brescia (1972) - interpretato da Vittorio Caprioli
- Nerone, regia di Mario Castellacci e Pier Francesco Pingitore (1977) - interpretato da Pippo Franco
- Per amore di Poppea, regia di Mariano Laurenti (1977) - interpretato da Oreste Lionello
- La pazza storia del mondo (History of the World: Part I), regia di Mel Brooks (1981) - interpretato da Dom DeLuise
- Nerone e Poppea, regia di Bruno Mattei (1982) - interpretato da Piotr Stanislas
- Quo vadis? regia di Jerzy Kawalerowicz (2001) - interpretato da Michal Bajor

## Letteratura
- Un chante de fete de Neròn (1827) di Victor Hugo
- Quo vadis? (1895) di Henryk Sienkiewicz
- Cristo, Nerone e il segreto di Maddalena (2006) Francesco Arcucci, Katia Ferri
- L'aquila sul Nilo (2010) di Guido Cervo
- Nerone. Il fuoco di Roma (2011) di Andrea Biscaro
- Roma in fiamme. Nerone, principe di splendore e perdizione (2011). Serie Il romanzo di Roma di Franco Forte
- Il primo apostolo di James Becker (2011)
- Nerone di Jurgen Malitz, il Mulino, 2003
- Nerone. Duemila anni di calunnie (1993) di Massimo Fini.

## Opere musicali
- Meno male che adesso non c'è Nerone di Edoardo Bennato (1974/1975) singolo e successivamente pubblicato su "Io che non sono l'imperatore";
- Brucia Roma di Antonello Venditti (1973) album "Le cose della vita",accenno a Nerone che suona la cetra durante l'incendio di Roma;
- L'incoronazione di Poppea di Claudio Monteverdi (1643): il ruolo di Nerone, scritto per soprano, viene talvolta eseguito da un tenore;
- Agrippina di Georg Friedrich Händel (1709): Nerone è un soprano en travesti;
- Nerone di Arrigo Boito (1924): Nerone è un tenore;
- Nerone di Pietro Mascagni (1935): Nerone è un tenore;
- Neròn, canzone dei Tierra Santa, contenuta nell'album Apocalipsis (2004);
- Divo Nerone, Opera Rock (2017).

## Spiritismo
- La gematria dell'espressione latina QeSaR NeRON (Caesar Neron, l'imperatore Nerone) trasposta nell'alfabeto ebraico rende il numero 666, chiamato anche Numero della Bestia. Ciò fu associato all'idea di un imperatore che adorava false divinità pagane, rendendosi persecutore dei cristiani e in particolare il mandante della crocifissione di san Pietro e della decollazione di san Paolo apostoli e martiri.[senza fonte]

## Storia
- Il 19 marzo 1945 Adolf Hitler emette il decreto Nerone (in tedesco Nerobefehl), per ordinare la distruzione delle infrastrutture tedesche, al fine di impedire il loro uso da parte delle forze alleate durante la loro avanzata in Germania.
- Il software Nero Burning ROM, sviluppato nel 1997 dalla società tedesca Nero AG, prende il nome dall'imperatore romano e dalla sua supposta responsabilità nel Grande incendio di Roma, come risulta evidente dal gioco di parole tra ROM e il nome tedesco, nonché la pronuncia del nome inglese, della città di Roma.

## Teatro
- Britannico (1669) di Jean Racine
- Ottavia (1783) di Vittorio Alfieri
- Nerone (1835) di Karl Gutzkow
- Paolo, l'apostolo delle genti (1857) di Antonio Gazzoletti
- Ahasver in Rom (1866) di Robert Hamerling
- Nerone (1872) di Pietro Cossa
- Nerone (1876) di Adolf von Wilbrandt
- Nerone - Duemila anni di calunnie (2014) di Angelo Crespi ed Edoardo Sylos Labini, dal saggio omonimo di M. Fini

## Televisione (parziale)
- Britannicus, regia di Jean Kerchbron - film TV (1959) - interpretato da Daniel Ivernel
- Britannicus, regia di Palle Kjærulff-Schmidt - film TV (1961) - interpretato da Bent Christensen
- Britannicus, regia di István Egri - film TV (1976)
- Io Claudio imperatore (I, Claudius), regia di Herbert Wise - miniserie TV, episodio 1x13 (1976) - Interpretato da Christopher Biggins
- Britannicus, regia di Jean Meyer - film TV (1977)
- Pietro e Paolo (Peter and Paul) regia di Robert Day - miniserie TV (1981) - interpretato da Julian Fellowes
- Britannicus, regia di Alexandre Tarta - film TV (1982) - interpretato da Jacques Bonnaffé
- The Caesars, regia di Derek Bennett - miniserie TV, episodio 1x04 (1968) - interpretato da Martin Potter
- A.D. - Anno Domini (A.D.), regia di Stuart Cooper - miniserie TV, 5 episodi (1985) interpretato da Anthony Andrews
- Quo vadis?, regia di Franco Rossi - miniserie TV (1985) - interpretato da Klaus Maria Brandauer
- Nerone, regia di Enrico Castiglione - film TV (2001) - interpretato da Mario Marchesi
- Nerone (Imperium: Nerone), regia di Paul Marcus - miniserie TV (2004) - interpretato da Hans Matheson
- Roma - Nascita e caduta di un Impero (The Battle for Rome) – miniserie TV (2006) - interpretato da Michael Sheen
- Fate/Extra Last Encore - serie animata (2018)